# Spoorlijn Osnabrück - Altenrheine
De spoorlijn Osnabrück - Altenrheine, ook wel Tecklenburger Nordbahn genoemd, is een Duitse spoorlijn tussen Osnabrück-Eversburg en Altenrheine. De lijn is als spoorlijn 9208 onder beheer van DB Netze.

## Geschiedenis
Het traject werd door de Kleinbahn Piesberg-Rheine A.G. geopend als smalspoorlijn met een breedte van 1000 mm tussen 1903 en 1905. In 1935 werd lijn omgespoord naar normaalspoor om een betere aansluiting te realiseren op de staatsbaan. Voor het personenverkeer werden de eindstations Osnabrück Hauptbahnhof en Rheine Ibbenbürener Straße, op de rechteroever van de Eems.
Vanaf 1960 nam het aantal reizigers dusdanig af dat het personenverkeer werd opgeheven en lijn alleen nog voor goederen in gebruik is. Momenteel (2020) wordt onderzocht of het traject tussen Recke en Osnabrück Hauptbahnhof heropend kan worden voor personenvervoer.

## Afbeeldingen

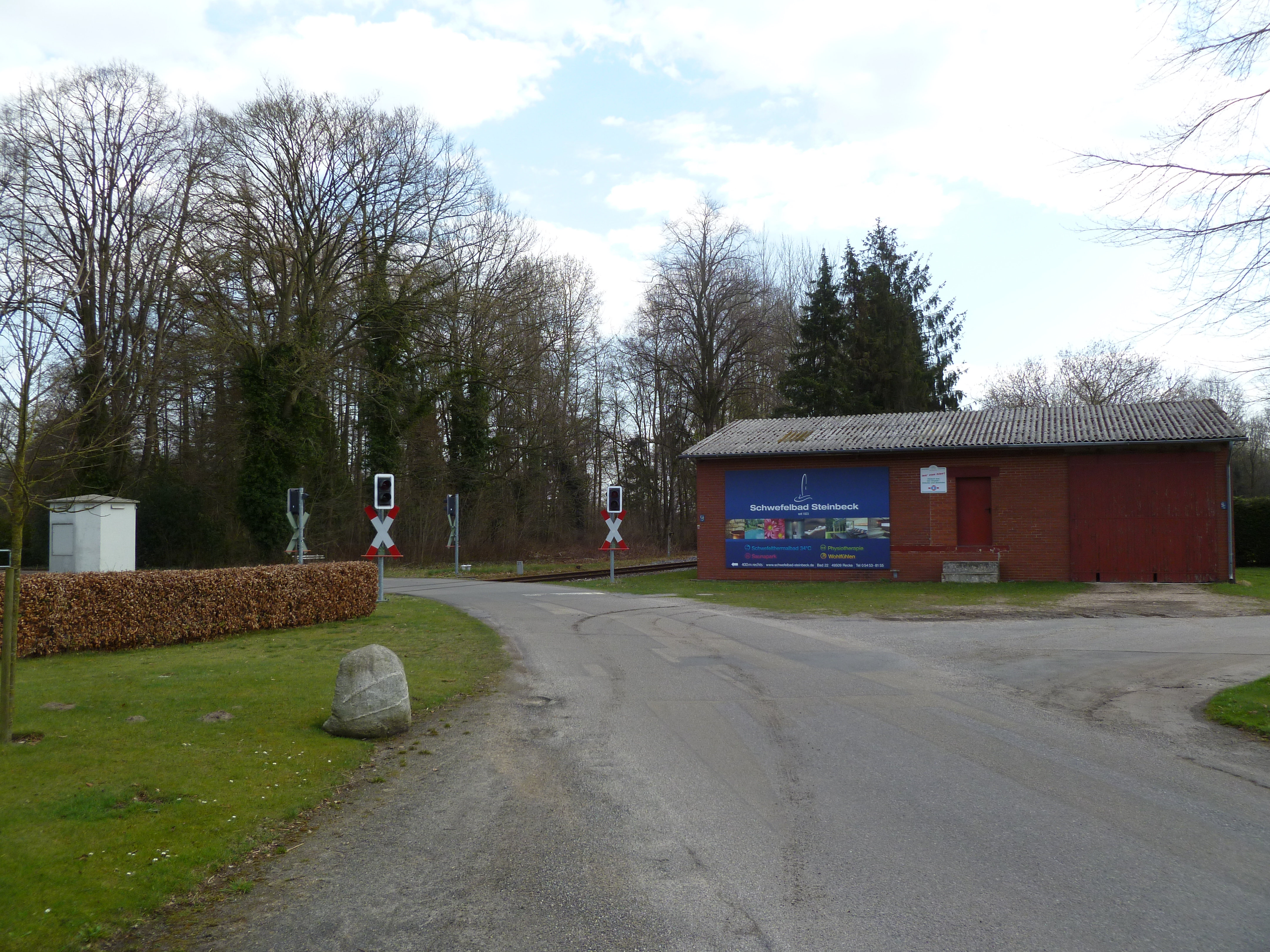
Bad Steinbeck
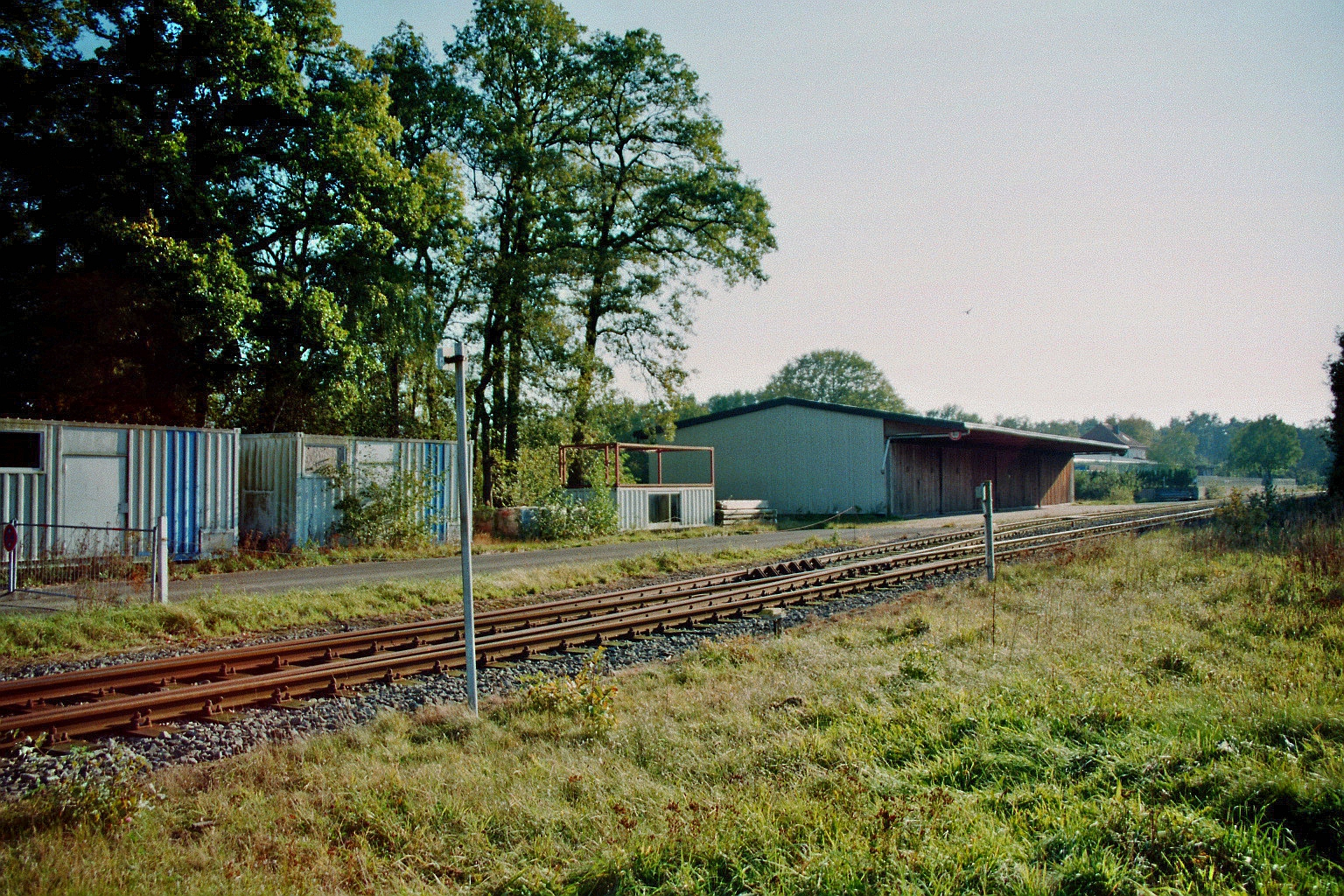
Station Obersteinbeck
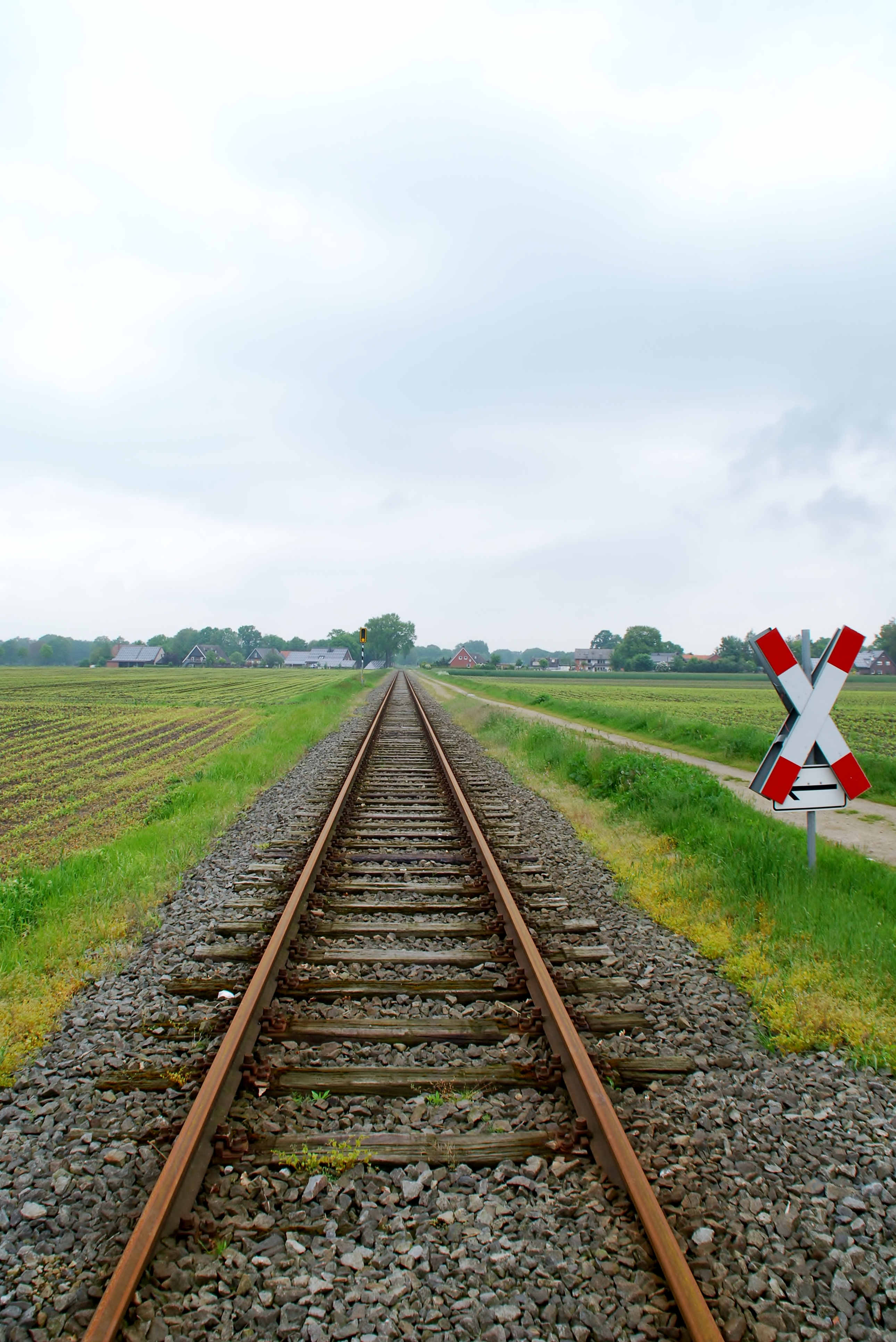
Espel